# 张磊 (中医学家)
张磊（1928年10月—），男，河南信阳人，中国中医学家，河南中医药大学第三附属医院主任医师，原河南省卫生厅副厅长，第三届国医大师。